# مكروه في الأمة (المرآة السوداء)
"مكروه في الأمة" Hated in the Nation هي الحلقة السادسة والأخيرة في الموسم الثالث سلسلة الخيال العلمي المرآة السوداء".. كتبها مبدع السلسلة ومديرها تشارلي بروكر وأخرجها جيمس هاوز، وعُرضت لأول مرة على نتفليكس في 21 أكتوبر 2016، مع بقية الموسم الثالث. وهي ثاني أطول حلقة في "بلاك ميرور" بمدة 89 دقيقة.
الحلقة مستوحاة من النمط الإسكندنافي نوار، تدور أحداث الحلقة عن المحققتين كارين بارك (كيلي ماكدونالد) وبلو كولسون (فاي مارساي) أثناء تحقيقهما في سلسلة من الوفيات التي تستهدف أشخاصًا تعرضوا لكراهية عن طريق وسائل التواصل الاجتماعي، على يد حشرات طائرة مستقلة (ADIs) تم نشرها لمكافحة كارثة بيئية مع اقتراب النحل من الانقراض. تم تصوير الحلقة بشكل رئيسي في لندن.
استلهمت الحلقة من تجربة بروكر في تلقي رسائل كراهية بعد كتابته عمودًا في الغارديان عام 2004 ينتقد جورج دبليو بوش، وقد قورنت بـ "ذا إكس فايلز" واستكشفت مواضيع مثل المراقبة الحكومية والبيئة. حصلت على تقييمات إيجابية في الغالب، حيث أشاد النقاد بالتمثيل ولكنهم قدموا تعليقات متباينة حول القصة ومدة الحلقة. حصلت على تصنيفات متوسطة بين حلقات "بلاك ميرور" من حيث الجودة.